# Харли (Пенсилванија)
Харли (енгл. Harleigh) насељено је место без административног статуса у америчкој савезној држави Пенсилванија.

## Демографија
По попису из 2010. године број становника је 1.104.
| Група             | 2000.    | 2010.         |
| Белци             | 0 (0,0%) | 1.035 (93,8%) |
| Афроамериканци    | 0 (0,0%) | 9 (0,8%)      |
| Азијати           | 0 (0,0%) | 17 (1,5%)     |
| Хиспаноамериканци | 0 (0,0%) | 35 (3,2%)     |
| Укупно            | 0        | 1.104         |